# Ivan Farron
 (décembre 2022).
Pour les articles homonymes, voir Farron.
Ivan Farron, né le 17 novembre 1971 à Bâle, est un écrivain vaudois.

## Biographie
Ivan Farron naît en 1971 à Bâle. Il déménage à Lausanne à l'âge de treize ans.
Originaire de Tavannes, Ivan Farron est diplômé de l'école de commerce de Lausanne. Il suit ensuite les cours du gymnase du soir pour entrer à la Faculté des lettres de l'Université de Lausanne. Après avoir obtenu sa licence, il travaille comme assistant à la chaire de littérature française de l'Université de Zurich, où il obtient un doctorat.
Il est révélé par son premier récit couronné par le Prix Michel Dentan en 1996, Un après-midi avec Wackernagel, dans lequel un jeune homme attend avec angoisse un ami d'enfance, qui vient de passer six mois en asile psychiatrique et s'interroge sur les changements intervenus pendant cette longue absence. 

## Publications
- L'appétit limousin. Quelques réflexions sur Les Onze de Pierre Michon, Éditions Verdier, 2011  (ISBN 9782864326427)
- Allégories, in « Mode de vie », art&fiction, 2010  (ISBN 978-2-940377-36-7)
- Les déménagements inopportuns, Éditions Zoé, 2006, Prix Fénéon 2006  (ISBN 9782881825453)[3]
- Panégyrique de Bertram Rothe, in « La collection de Bertram Rothe », Lausanne, art&fiction, 2005  (ISBN 2-9700398-6-9)
- Pierre Michon. La grâce par les œuvres, Éditions Zoé, 2004  (ISBN 9782881825163)
- Un après-midi avec Wackernagel, Éditions Zoé, 1995 [lire en ligne (page consultée le 9.12.2022)][4]

## Sources
- « Ivan Farron », sur la base de données des personnalités vaudoises sur la plateforme « Patrinum » de la Bibliothèque cantonale et universitaire de Lausanne.
- Anne-Lise Delacrétaz, Daniel Maggetti, Écrivaines et écrivains d'aujourd'hui, 2002, p. 281-282
- Roger Francillon, Histoire de la littérature de Suisse romande, vol. 4, p. 441
- Hebdo n° 4, 2001